# Продајна опција
Продајна опција или пут опција (put option ) је финансијски уговор две стране, тј. купца и продавца тога типа опције. Купац опције има право да прода уговорену количину одређеног финансијског инструмента до одређеног датума доспећа и по унапред уговореној цени (strike price). Продавац има право да прода, али не мора то да учини. С друге стране купац је обавезан да купи финансијски инструмент ако и кад купац опције то захтева. Да би продавац имао такво право продаје он мора да плати премију или тзв. цену опције (option price) за то право. 

## О опцији
Продавац продајне опције очекује да ће цена акције, обавезнице или стране валуте нарасти изнад одређеног износа неко догледно време пре рока доспећа. Купац продајне опције са друге стране сматра да цена акције, обавезнице или стране валуте неће нарасти изнад одређеног износа неко догледно време пре рока доспећа. 
Финансијски инструменти могу бити: акције, стране валуте, обвезнице, фјучерси и индекси. Фјучерси значе да се може купити било која сировина нафта, злато, жито итд.
Продавац продајне опције жели да цена финансијског инструмента пада да би он продао одређени инструмент по вишој цени, тј. цени по којој је он уговорио да прода. Он жели да је тренутна цена испод уговорене цене, тако да он прода по вишој цени. Купац продајне опције с друге стране добија унапред премију, али ризикује губитак ако цена опције падне за већи износ од премије коју је он добио. 
Постоје и разлике између 
- америчке продајне опције, у којој продавац може да продати опцију било кад до дана истека опције
- европске продајне опције, у којој продавац може продати опцију само на дан истека

Продајним опцијама се могу купити многи финансијски инструменти.
Цена опције (option price) је премија коју продавац плаћа да би имао право да прода финансијски инструмент до рока доспећа кад сматра да је најповољније по њега.

## Пример продајне опције за акције
- Инвеститор купује продајну опцију, која значи продају 100 акција једне корпорације за 50 јединица. 
  - уговорена цена је 50
  - Садашња цена акција корпорације је 55
  - инвеститор плађа цену опције (премију) 5 за сваку акцију

- Ако цена акција падне испод неког износа инвеститор извршава опцију
  - пример је да је цена акција пала на 40
  - инвеститор извршава опцију тако да продаје 100 акција по 50, тј добија 5000
  - Сви други за те опције добијају само 100 пута 40 тј 4.000, па је брзто зарада инвеститора 1.000
  - За сваку опцију је платио 5, тј укупно 500, па је нето зарада 500

## Пример на сликама
На слици се види цена опције (option price) као почетни губитак купца ако је цена акције (share price) изнад уговорене 
цене (strike price). Када цена акције падне испод уговорене цене купац ће продати акцију по уговореној цени, која је тада већа од праве цене акције. Купац има одређену зараду, али нето зарада је зарада минус цена опције. Купац опције има нето зараду тек кад је 
уговорена цена > цена акције + цена опције.